# Microrregión de Estância
La microrregión de Estância es una de las  microrregiones del estado brasileño de Sergipe perteneciente a la mesorregión  Este Sergipano. Su población fue estimada en 2006 por el IBGE en 121.720 habitantes y está dividida en cuatro municipios. Posee un área total de 2.054,5 km².

## Municipios
- Estância
- Indiaroba
- Itaporanga d'Ajuda
- Santa Luzia do Itanhy

- Datos: Q509246